# تفکیک (فیلم ۱۹۹۸)
تفکیک یا جداسازی (به انگلیسی: Break Up) فیلمی محصول سال ۱۹۹۸ و به کارگردانی پل مارکوس است. در این فیلم بازیگرانی همچون بریجیت فوندا، کیفر ساترلند، استیون وبر، هارت بوچنر، پنه‌لوپه آن میلر، تیپی هدرن، لزلی استفانسون و جو اسپانو ایفای نقش کرده‌اند.